# Нова-Кастилью
Нова-Кастилью (порт. Nova Castilho) — муниципалитет в Бразилии, входит в штат Сан-Паулу. Составная часть мезорегиона Сан-Жозе-ду-Риу-Прету. Входит в экономико-статистический микрорегион Аурифлама. Население составляет 1032 человека на 2006 год. Занимает площадь 183,799 км². Плотность населения — 5,6 чел./км².

## История
Город основан 28 декабря 1999 года.

## Статистика
- Валовой внутренний продукт на 2003 составляет 23.407.019,00 реалов (данные: Бразильский институт географии и статистики).
- Валовой внутренний продукт на душу населения на 2003 составляет 23.106,63 реалов (данные: Бразильский институт географии и статистики).
- Индекс развития человеческого потенциала на 2000 составляет 0,761 (данные: Программа развития ООН).